# Lorne Greene
 (juin 2013).
Si vous disposez d'ouvrages ou d'articles de référence ou si vous connaissez des sites web de qualité traitant du thème abordé ici, merci de compléter l'article en donnant les références utiles à sa vérifiabilité et en les liant à la section « Notes et références ».
Lorne Greene est un acteur, chanteur et producteur canadien, né le 12 février 1915 à Ottawa (Canada) et mort le 11 septembre 1987 à Santa Monica (Californie). Il est notamment célèbre pour avoir interprété le rôle de Ben Cartwright dans la série télévisée Bonanza, ainsi que celui du commandant Adama dans Galactica.

## Biographie
Lyon Himan Green, plus connu sous son nom d'acteur Lorne Greene, était aussi musicien.
Né dans une famille d'immigrants juifs d'Europe de l'Est, Lorne Greene commence sa carrière d'acteur alors qu'il est étudiant. Sa voix sonore l'aide à travailler à la radio canadienne CBC en tant que lecteur de nouvelles. Au début des années 1950, il se rend aux États-Unis pour tenter sa chance à Hollywood.
D'abord cantonné à des rôles mineurs dans des films de série B, il a finalement sa chance en 1959 en intégrant le casting d'une des séries télévisées les plus réussies de l'histoire de la télévision américaine, Bonanza, dans laquelle il incarne le rôle de Ben Cartwright. Il devient ensuite un des visages connus de la fin des années 1970 et des années 1980 grâce à la suite de films et séries télévisées de la franchise Battlestar Galactica.
Le 11 septembre 1987, à l'âge de 72 ans, il succombe à une crise cardiaque à la suite d'une pneumonie.

## Filmographie

### Acteur
- 1944 : Keep Your Mouth Shut : Talking Skull (voix)
- 1951 : Eye Witness No. 32 : Narrator (voix)
- 1953 : Social-Sex Attitudes in Adolescence : Narrator
- 1953 : Othello (TV) : Othello
- 1953 : Farewell Oak Street : Narrator (voix)
- 1953 : Age of Turmoil : Narrator (voix)
- 1954 : Le Calice d'argent (The Silver Chalice) de Victor Saville  : Saint Peter
- 1955 : Coincée (Tight spot) de Phil Karlson : Benjamin Costain
- 1955 : Sailor of Fortune (série TV) : Capt. Grant 'Mitch' Mitchell (1955)
- 1956 : Feuilles d'automne (Autumn Leaves) de Robert Aldrich : Mr. Hanson
- 1957 : Les Plaisirs de l'enfer (Peyton Place) de Mark Robson : Prosecutor
- 1957 : The Hard Man (it) de George Sherman Rice Martin
- 1958 : La Femme que j'aimais (The Gift of Love) de Jean Negulesco : Grant Allan
- 1958 : Duel dans la Sierra (The Last of the Fast Guns) de George Sherman : Michael O'Reilly
- 1958 : Les Boucaniers (The Buccaneer) de Anthony Quinn : Mercier
- 1959 : Dans la souricière (The Trap) de Norman Panama : Davis
- 1959 : Le Bourreau du Nevada (The Hangman) : Marshal Clum Cummings
- 1959 : Bonanza (série TV) : Ben Cartwright
- 1969 : People Who Care : Narrator (voix)
- 1969 : Destiny of a Spy (TV) : Peter Vanin
- 1971 : The Harness (TV) : Peter Randall
- 1972 : The Special London Bridge Special : Fiddler on the Roof
- 1972 : To the Wild Country (série TV) : Host
- 1973 : Nippon chinbotsu : Ambassador Warren Richards
- 1973 : Griff (en) (série TV) : Wade Griffin
- 1974 : Last of the Wild (série TV) : Host
- 1974 : Rex Harrison Presents Stories of Love (TV)
- 1974 : Tremblement de terre (Earthquake) de Mark Robson : Sam Royce
- 1975 : Nevada Smith (TV) : Jonas Cord
- 1975 : Man on the Outside (TV) : Wade Griffin
- 1976 : Arthur Hailey's the Moneychangers (feuilleton TV) : George Quartermain
- 1977 : Racines ("Roots") (feuilleton TV) : John Reynolds
- 1977 : SST: Death Flight (TV) : Marshall Cole
- 1977 : That's Country : Narrator (voix)
- 1977 : The Trial of Lee Harvey Oswald (en) (TV) : Matthew Arnold Watson
- 1978 : Galactica - Les Cylons attaquent (Mission Galactica: The Cylon Attack) (TV) : Cmdr. Adama
- 1978 : The Bastard (feuilleton TV) : Bishop Francis
- 1978 : Galactica : La Bataille de l'espace (Battlestar Galactica) de Richard Colla : Cmdr. Adama
- 1978 : Galactica (Battlestar Galactica) (série TV) : Commander Adama
- 1978 : The Little Brown Burro (TV) : Narrator (voix)
- 1980 : Conquest of the Earth (TV) : Adama
- 1980 : Klondike Fever : Sam Steele
- 1980 : Living Legend: The King of Rock and Roll
- 1980 : A Time for Miracles (TV) : Bishop John Carroll
- 1980 : Galactica 1980 (série TV) : Commander Adama (1980)
- 1981 : Code Red (série TV) : Battalion Chief Joe Rorchek
- 1982 : Ozu no mahôtsukai : The Wizard (voix)
- 1982 : Les Malheurs de Heidi (Heidi's Song) : Grandfather (voix)
- 1983 : The Nutcracker: A Fantasy on Ice (TV)
- 1986 : Noah's Ark (vidéo) : Noah (voix)
- 1986 : Vasectomy: A Delicate Matter : Theo Marshall
- 1987 : The Alamo: Thirteen Days to Glory (en) (TV) : Gen. Sam Houston

### Producteur
- 1982 : New Wilderness (série télévisée)

## Voix françaises
- Jean Michaud dans :  
  - Bonanza (série télévisée)
  - Galactica, la bataille de l'espace (téléfilm)
  - Galactica, les cyclones attaquent (téléfilm)
  - Galactica (série télévisée)
  - Galactica 1980 (série télévisée)

- Raoul Curet dans :
  - Tremblement de terre
  - Nevada Smith (téléfilm)

- Raymond Loyer dans :
  - La Croisière s'amuse (série télévisée)
  - Les Routes du paradis (série télévisée)

et aussi
- Claude Bertrand dans Le Calice d'argent
- Georges Hubert dans Les Plaisirs de l'enfer
- Jean Violette dans Duel dans la Sierra
- Claude Péran dans Les Boucaniers
- Robert Bazil dans La Souricière
- Jean Martinelli dans : Racines (série télévisée)
- Armand Mestral dans : Heidi (série d'animation - voix)